# Matti Koskenniemi
Matti Koskenniemi, född 19 december 1908 i Iida, Japan, död 11 december 2001 i Helsingfors, var en finländsk pedagog. Han var far till Kimmo Koskenniemi. 
Koskenniemi blev student 1926, filosofie kandidat 1930, filosofie magister 1932, folkskollärare 1933, filosofie licentiat 1936 och filosofie doktor 1937. Han var professor i praktisk pedagogik vid Jyväskylä pedagogiska högskola 1944–1948, chef för skolboksavdelningen vid WSOY 1948–1951 och professor i pedagogik och didaktik vid Helsingfors universitet 1955–1972. Som forskare riktade han sin uppmärksamhet främst på skolan som samhälle och didaktiska frågor samt lärarutbildning. Han deltog genom medlemskap i olika beredande organ aktivt i förberedelserna för 1970-talets skolreform.